# Ворожка

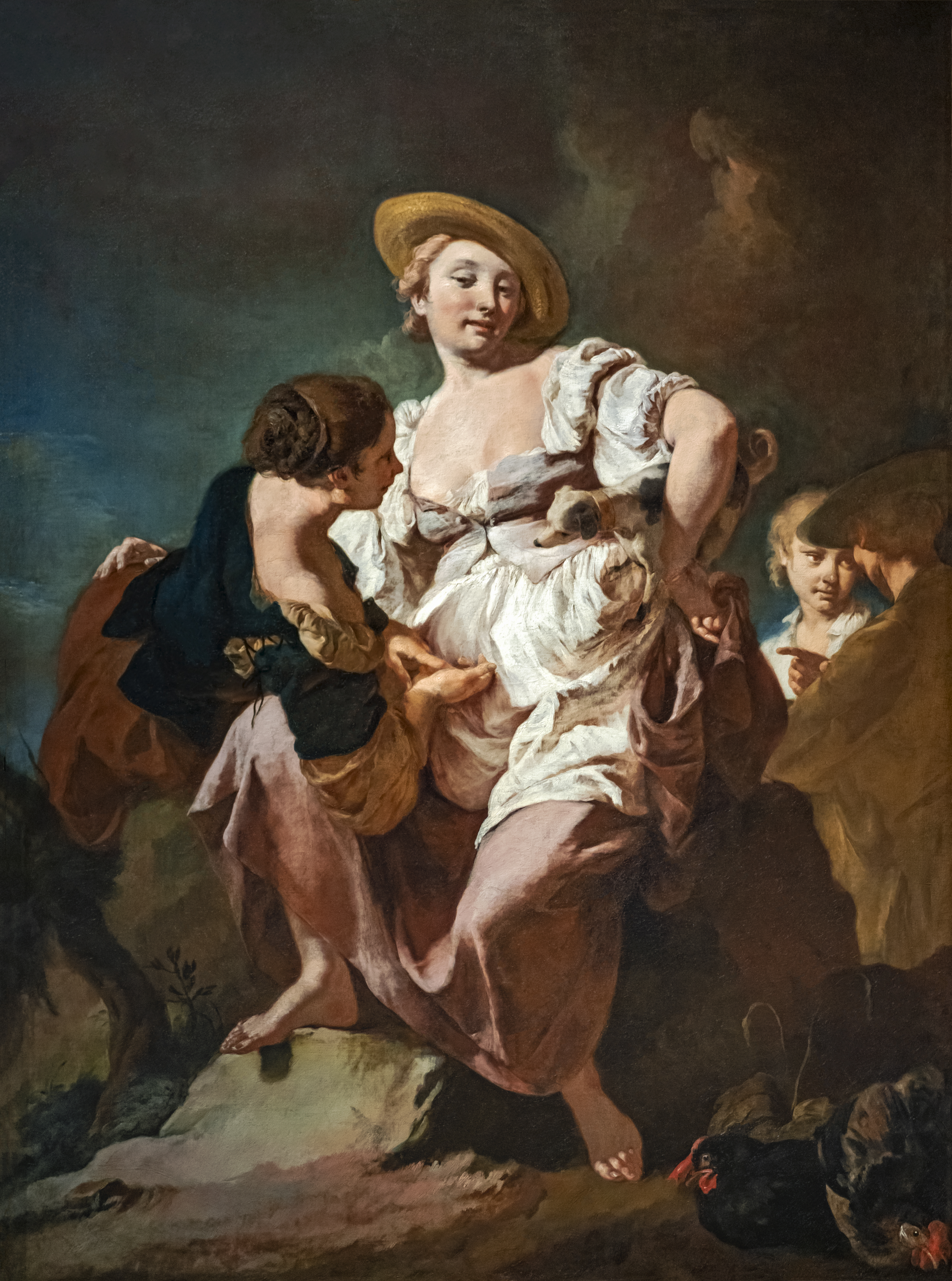
Джованні Баттіста П'яццетта, «Ворожка», бл. 1740, Галерея Академії, Венеція

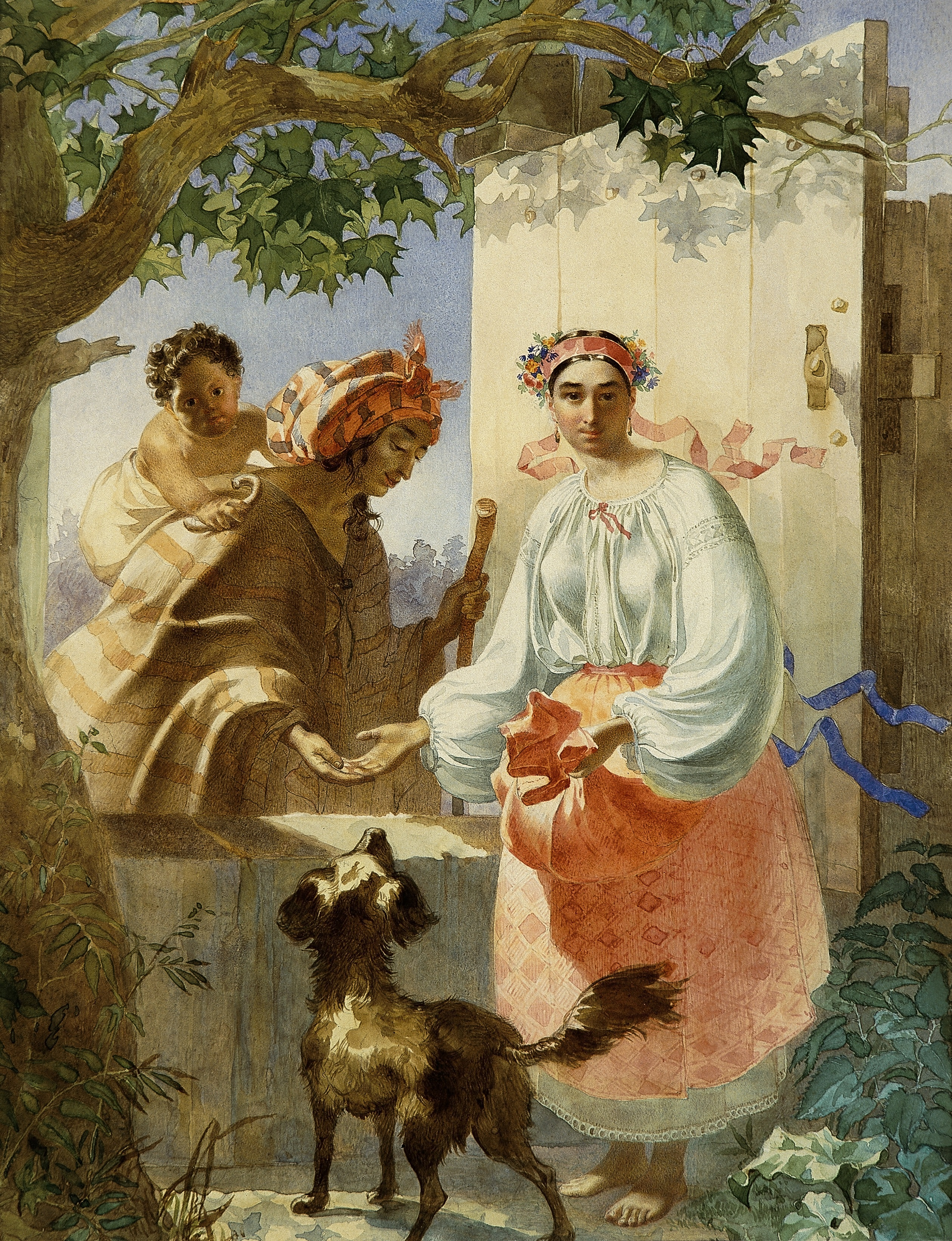
«Циганка-ворожка»
малюнок Тараса Шевченка, 1841

Воро́жка, ворожби́тка, ворожи́ли (чоловік — ворожби́т, ворожи́ль, во́рож, ворожби́тко, також — віду́н) — та/той, хто вгадує майбутнє чи минуле за якимись прикметами, предметами або ворожачи на картах.
Здавна людей, що знаються на ворожінні, називали ще кудесниками, потворниками, обавниками, наузниками, зілійниками, а пізніше — знахарями та чарівниками.

## Ворожки в літературі
В українській народній пісні:
| «Моя мати ворожбитка мені ворожила: — Не йди, доню, за нелюба, бо будеш тужила». |
У Івана Котляревського в «Енеїді»:
| «Всі ворожбити, чародії... Кипіли в пеклі всі в смолі». |
У Тараса Шевченка в баладі «Тополя»:
| «Пішла вночі до ворожки, Щоб поворожити: Чи довго їй на сім світі Без милого жити?». |
У Матвія Номиса в антології «Українські приказки, прислів'я і таке інше»:
| «У ворожки хліба трошки». |
У Михайла Стельмаха в романі «Хліб і сіль»:
| «Зілля лежало на столі поруч з хлібом, немов нагадуючи, що воно і є хлібом ворожбитки[1]». |